# Rektions- und Bindungstheorie
Die Rektions- und Bindungstheorie (englisch Government and Binding Theory), oder kurz GB-Theorie, ist eine sprachwissenschaftliche Theorie und eine Version einer generativen Grammatik, die hauptsächlich von dem Linguisten Noam Chomsky in den 1980er Jahren entwickelt wurde. Der Terminus Government and Binding Theory geht auf Chomskys Publikation Lectures on Government and Binding von 1981 zurück, die maßgeblich für die Grundlegung der GB-Theorie war.
Der Hauptgedanke der Theorie besteht in der These, dass die Grammatik menschlicher Sprachen nicht in Form einer Liste von einzelnen Regeln für einzelne Satzkonstruktionen organisiert ist, sondern aus einer Schar von sehr allgemeingültigen, unabhängigen Bedingungen („Modulen“) besteht, die in jedem einzelnen Satz zusammenwirken. Zu den wichtigsten Modulen, die zugleich namensgebend für die Theorie sind, gehört unter anderem die Rektionstheorie, die kontrolliert, wie unter anderem Kasus in Satzkonstruktionen zugewiesen wird. Ferner gehört dazu die Bindungstheorie, die unter anderem Beziehungen zwischen Pronomina und den Ausdrücken beschreibt, auf die die Pronomina referenzieren.
Der Ansatz mitsamt seinen nachfolgenden Erweiterungen in den 1990er Jahren wurde später auch als das Modell der Prinzipien und Parameter bezeichnet. Die Rektions- und Bindungstheorie wurde mit der Veröffentlichung des Minimalistischen Programms von 1995 durch Chomsky weiterentwickelt und teilweise abgelöst.

## Motivation und Zielsetzung der Theorie
Ausgangspunkt für die Rektions- und Bindungstheorie ist, ähnlich wie bei anderen Ansätzen Chomskys, die Frage, wie ein Kind ohne systematischen Unterricht eine Sprache erwerben kann. Während sich das Lautinventar von menschlichen Sprachen auf Eigenheiten des Sprechapparats und die Semantik natürlicher Sprachen auf die menschliche Kognition zurückführen lassen, ist dies – so die Theorie – für die Grammatik menschlicher Sprachen nicht so ohne Weiteres möglich. Die Grammatik ist nach der Rektions- und Bindungstheorie ein autonomes System von Regeln, das ein Kind sich im Rahmen des Spracherwerbs aneignen muss.
Eine zentrale Grundannahme der Rektions- und Bindungstheorie ist die These, dass allen natürlichen Sprachen dasselbe grammatische System zugrunde liegt, die Universalgrammatik. Während des Spracherwerbs muss ein Kind so die einer Sprache zugrunde liegenden grammatischen Prinzipien nicht erlernen, weil diese für alle Sprachen gleich sind und das Wissen darüber angeboren ist. Im Spracherwerb muss nur die Ausprägung bestimmter sprachlicher Parameter erkannt werden wie z. B. der Wortstellungstyp: So gibt es Sprachen, in denen modifizierende Elemente wie Adjektive, Relativsätze und Possessiva vor dem Nomen platziert werden, und Sprachen, die dies konsistent danach tun.
Zielsetzung der Rektions- und Bindungstheorie ist, dieses autonome System von Regeln zu beschreiben. Deshalb liegt der Schwerpunkt der Rektions- und Bindungstheorie nicht darauf, alle Phänomene von Einzelsprachen zu erklären, sondern nur die Phänomene, die sich aus allgemeinen Prinzipien und Parametern herleiten lassen. Ziel ist, universale Prinzipien von menschlicher Sprache zu beschreiben und damit einen Einblick in die Universalgrammatik und die damit verbundene menschliche Kognition zu erhalten. Aufgrund des Fokus auf Prinzipien und Parameter in der Universalgrammatik bezeichnen Noam Chomsky und Howard Lasnik den Ansatz der Rektions- und Bindungstheorie auch als Theorie der Prinzipien und Parameter.

## Geschichte
Die Rektions- und Bindungstheorie ist eine Weiterentwicklung der generativen Transformationsgrammatik, die von Noam Chomsky seit den 1950er Jahren konzipiert und seitdem mehrfach weiterentwickelt wurde. Kennzeichnend für die generative Transformationsgrammatik war die Annahme, dass das grammatische Wissen eines Sprechers durch einen umfangreichen Regelapparat repräsentiert wird. Die vielfältigen Strukturen und Bedeutungen von sprachlichen Äußerungen (die Oberflächenstrukturen) können auf grundlegende Tiefenstrukturen zurückgeführt werden: Die Oberflächenstrukturen werden durch Umformungen (Transformationen) aus den Tiefenstrukturen erzeugt (generiert). Ziel der generativen Transformationsgrammatik war es, die Regeln und Regelsysteme zu beschreiben, die alle in einer Sprache möglichen Sätze erzeugen.
In den 1970er Jahren wurde zunehmend deutlich, dass es kaum möglich sein würde, alle sprachlichen Gesetzmäßigkeiten durch Regelsysteme zu erfassen. Außerdem war es nicht plausibel, dass ein Kind im Rahmen des Spracherwerbs die in der generativen Transformationsgrammatik postulierten Regelsysteme erwerben kann. Die Publikation Lectures on Government and Binding war ein erster Versuch Chomskys, den regelbasierten Ansatz hinter sich zu lassen.
Die GB-Theorie postuliert, dass die Grammatik menschlicher Sprachen nicht nur aus Phrasenstrukturregeln besteht, sondern darüber hinaus aus einer Schar von sehr allgemeingültigen, unabhängigen Bedingungen („Modulen“) besteht, die in jedem einzelnen Satz zusammenwirken. Als grammatisch korrekte Sätze ergeben sich somit alle diejenigen Strukturen, die nicht durch irgendeine der Bedingungen als Verstoß ausgefiltert werden. Beispiele solcher Module ergeben sich insbesondere aus den namensgebenden Theoriekomponenten der Rektion (z. B. aus der Kasustheorie in Form des sogenannten „Kasus-Filters“) und der Bindungstheorie in Form der Bindungsprinzipien.

## Wesentliche Bestandteile der Rektions- und Bindungstheorie
Die Rektions- und Bindungstheorie besteht aus verschiedenen Modulen oder Subtheorien: Zum einen beschreibt die X-Bar-Theorie die Struktur von Sätzen. Zum anderen dienen weitere Subtheorien wie die Rektionstheorie und die Bindungstheorie dazu, Restriktionen zu beschreiben, denen Satzstrukturen unterliegen. Bewegungsregeln beschreiben, wie Satzstellungen z. B. in Fragen oder Passivsätzen zu analysieren sind. Die Rektionstheorie und die Bindungstheorie sind zwei wichtige Komponenten der GB-Theorie und auch namensgebend. Daneben gibt noch weitere Module der GB-Theorie, so z. B. die Kasustheorie, die beschreibt, in welchen Kontexten Kasus auftritt und wie die Zuweisung von Kasus erfolgt, und die Theta-Theorie, die die Vergabe semantischer Rollen beschreibt.

### X-Bar-Theorie

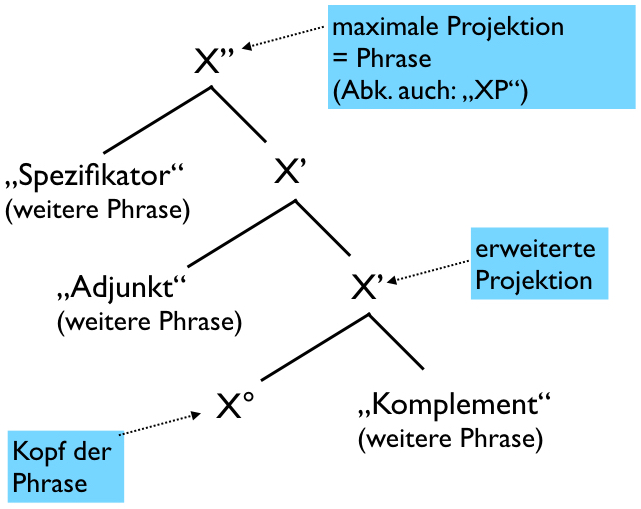
Veranschaulichung der Struktur einer Phrase in einem Baumdiagramm

Wie alle Syntax-Modelle in der Tradition Chomskys ist ein wesentlicher Bestandteil der Rektions- und Bindungstheorie eine Phrasenstrukturgrammatik. Eine Phrasenstrukturgrammatik geht davon aus, dass alle natürlichen Sprachen gemeinsamen Bauprinzipien unterliegen: Jeder Satz baut sich aus Konstituenten, sogenannten Phrasen zusammen. Jede Phrase hat, unabhängig von der Sprache, immer einen Kopf X und kann Spezifikatoren, Komplemente oder Adjunkte haben, wobei die Variable X z. B. für ein Wort aus den Wortarten Nomen, Verb, Adjektiv oder Präposition steht. Spezifikatoren, Komplemente und Adjunkte bilden zusammen mit dem Kopf die Phrase: So kann z. B. eine Verbphrase aus einem Verb als Kopf (z. B. read) und einem Objekt als dem dazugehörigen Komplement a book und einem Adjunkt in the morning aufgebaut sein (z. B. read a book in the morning).
Die X-Bar-Theorie wurde erstmals von Noam Chomsky in den 1970er Jahren formuliert und wurde in der Rektions- und Bindungstheorie weiter ausgebaut: So sind in der Rektions- und Bindungstheorie als Köpfe einer Phrase nun nicht nur die „klassischen“ lexikalischen Kategorien Nomen, Verb, Adjektiv und Präposition zulässig, sondern auch funktionale Kategorien wie Flexion, Complementizer und Determinative.

### Rektionstheorie

Baumdiagramm einer Präpositionalphrase mit eingebetteter Nominalphrase

Rektion bezeichnet die Beziehung zwischen einem Wort (Regens) und einem von ihm abhängigen Satzteil (Dependens). In Rektionsbeziehungen können grammatische Merkmale wie Kasus an das regierte Element zugewiesen werden.
Chomsky hat den Rektionsbegriff in seinen Publikationen immer wieder weiterentwickelt und neu definiert. Eine mögliche Definition ist:
Ein Ausdruck α regiert einen Ausdruck β genau dann, wenn gilt:
1. α ist ein Kopf
2. Die Phrase, deren Kopf α ist, enthält auch β
3. Es gibt keinen weiteren Kopf zwischen α und β, dessen Phrase β auch schon enthalten würde.

In der Präpositionalphrase mit einem Salat aus dem Garten z. B. regiert mit die Nominalphrase ein Salat, denn mit ist Kopf der Präpositionalphrase und mit und die Phrase ein Salat sind Schwesterknoten. Die Präposition mit vergibt Kasus an ein Salat (Dativ, einem Salat). Der Kopf mit regiert die Nominalphrase der Gartennicht, denn zwischen mit und der Garten ist eine Barriere, die maximale Projektion PP. Die Phrase der Garten wird aber von aus regiert, das ebenfalls einen Kasus (Dativ) vergibt.

### Bindungstheorie
Die Bindungstheorie beschreibt und erklärt die Verteilung von Anaphern, Pronomina und nicht-pronominale Nominalphrasen (auch referentielle Ausdrücke oder R-Ausdrücke genannt) in Sätzen. Mit Bindung wird dabei die referenzielle Abhängigkeit eines Elements von einem sogenannten Antezedenten bezeichnet.
Beispielsweise müssen Reflexivpronomen innerhalb eines bestimmten Bereichs eines Satzes einen Antezedenten haben, mit dem sie koreferent sind:
- Peteri mag sichi (wobei i andeutet, dass Peter und das Reflexivpronomen sich auf dieselbe Person referenzieren)

Pronomen dagegen können für gewöhnlich keinen solchen Antezedenten im selben Bereich des Satzes haben:
- Peteri mag ihni (ungrammatisch, Peter und ihn können nicht auf dieselbe Person referenzieren)
- Peteri mag sichj (grammatisch, wenn ihn sich auf eine andere Person bezieht als Peter)

R-Ausdrücke wie beispielsweise Eigennamen akzeptieren keinen anderen Ausdruck als Antezedenten.
- Peteri mag Peteri (ungrammatisch, wenn sich beide Peter auf dieselbe Person beziehen)

Die Bindungstheorie erklärt dieses Verhalten durch die folgenden, etwas vereinfachten Prinzipien:
- Prinzip A: Anaphern müssen innerhalb ihres lokalen Bereichs gebunden sein.
- Prinzip B: Pronomina müssen innerhalb ihres lokalen Bereichs frei sein.
- Prinzip C: R-Ausdrücke müssen frei sein.[13]

### Bewegungsregeln
In der Rektions- und Bindungstheorie werden einige Phänomene durch Bewegungsregeln erklärt. Sie sind die einzigen noch verbliebenen Transformationsregeln. Als Ergebnis von Bewegungsregeln lässt sich unter anderem die Struktur und das Verhalten von Fragesätzen und Passivsätzen wie z. B. die folgenden erklären:
1a. The villagers believed this story.
1b. The story was believed t by the villagers. (Passivsatz)
2a. Lord Emsworth will invite Hercule Poirot.
2b. Will Lord Emsworth t invite Hercule Poirot? (Ja/Nein-Frage)
3a. Lord Emsworth will invite whom? (Echo-Frage)
3b. Whom will Lord Emsworth t invite t? (W-Frage)
Bei den Satzkonstruktionen unter b wird in der GB-Theorie eine Bewegungsregel angenommen, durch die die kursiv gekennzeichneten Satzteile in ihre Position bewegt wurden. (Die verbleibende postulierte Spur an der ursprünglichen Stelle ist durch t ("trace") angedeutet.) Die Bewegung einer Nominalphrase wie the story in Passivsätzen wird auch als NP-Bewegung bezeichnet, Bewegungen in W-Fragen werden als wh-Bewegung bezeichnet (englisch wh-movement).
Durch die Bewegungsregeln durchlaufen Sätze während ihrer Produktion die Ebenen von der Tiefenstruktur (D-Struktur, von Deep Structure) zu den folgenden:
- die Oberflächenstruktur (S-Struktur, von Surface Structure)
- die phonetische Form (PF) und die logische Form (LF), die zusammen eine von der S-Struktur ausgehende Verzweigung bilden.[15]

Die Funktion dieser Ebenenunterteilung lässt sich wie folgt umreißen:
- Die D-Struktur ist eine direkte Projektion von Information aus dem mentalen Lexikon; beispielsweise repräsentiert sie die Zuordnung von Prädikaten und ihren Argumenten (durch Vergabe sogenannter Theta-Rollen).
- Die S-Struktur ist eine aus der D-Struktur abgeleitete Zwischenebene, die z. B. durch Bewegungsregeln erzwungen wird, die mit dem Abgleich grammatischer Merkmale zusammenhängen, etwa bei Kasuszuweisung.
- Sowohl die phonetische Form als auch die logische Form nehmen die S-Struktur als ihren Input. Die phonetische Form (PF) übersetzt diese in eine phonetische Realisierung (und wird manchmal als eine außersyntaktische Ebene angesehen). Die logische Form LF beinhaltet zusätzliche Umformungen, durch die die logische Interpretation vorbereitet wird, z. B. so dass der Skopus von Quantifikatoren eindeutig dargestellt ist.

Die drei Ebenen werden zueinander in Beziehung gesetzt und ineinander überführt durch Bewegungsregeln wie NP- oder Wh-Bewegung. Chomsky verallgemeinert diese Bewegungsregeln in der Rektions- und Bindungstheorie zu „move α“ (dt. „Bewege α“). Diese sehr allgemeine Bewegungsregel „move α“ kann jedoch nicht beliebig angewendet werden, um beliebige Ausdrücke an beliebige Stellen im Satz zu bewegen, sondern die Regel wird durch weitere Prinzipien der Universalgrammatik wie das sogenannte Projektionsprinzip eingeschränkt.

## Weitere Entwicklungen
Chomsky entwickelte seine Theorie später weiter und ersetzte sie in den 1990er Jahren teilweise durch sein Minimalistisches Programm, das versucht, möglichst viele Phänomene der Syntax aus dem Zusammenwirken der Randbedingungen Interpretation und Phonetische Form zu motivieren. Die GB-Theorie ist aber insofern wichtig geblieben, als sie die klassische Formulierung vieler theoretischer Probleme und empirischer Beobachtungen enthält, auch wenn spätere Syntaxtheorien teilweise einen anderen Erklärungsansatz verfolgt haben.

### Originalliteratur
- Noam Chomsky: Lectures on Government and Binding. Mouton de Gruyter, Dordrecht 1981, ISBN 3-11-014131-0.
- Noam Chomsky, Howard Lasnik: The theory of principles and parameters. In: Joachim Jacobs, Arnim von Stechow, Wolfgang Sternefeld, Theo Vennemann (Hrsg.): Syntax: An international handbook of contemporary research, De Gruyter, Berlin 1993.
- Noam Chomsky: The Minimalist Program. MIT Press, Cambridge (MA) 1995, ISBN 0-262-53128-3.

### Einführungen
- Gisbert Fanselow, Sascha W. Felix: Sprachtheorie. Eine Einführung in die Generative Grammatik. Band 2: Die Rektions- und Bindungstheorie, 3. Auflage. Francke, Tübingen und Basel 1993, ISBN 3-8252-1442-7.
- Liliane Haegeman: Introduction to Government and Binding Theory, 2. Auflage. Blackwell, London 1994, ISBN 0-631-19067-8.
- Geoffrey Poole: Syntactic Theory, 2. Auflage. Palgrave Macmillan, London 2011, ISBN 978-0230243941.
- Andrew Radford: Transformational Grammar: A First Course. Cambridge University Press, Cambridge 1988, ISBN 0-521-34750-5.